# Турышев, Сергей Дмитриевич
Сергей Дмитриевич Турышев (25 сентября (8 октября) 1906, село Ужга, Ужгинская волость, Усть-Сысольский уезд, Вологодская губерния, Российская империя — 2 апреля 1974, Сыктывкар) — советский партийный и государственный деятель Коми АССР, председатель Совета народных комиссаров Коми АССР (1939—1945) и Совета министров Коми АССР (1947—1950).

## Биография
Родился в бедной крестьянской семье. В 1921 году окончил Кайгородскую среднюю школу 2-й ступени. Член ВКП(б) с 1938 года; в 1938—1939 годах третий и второй секретарь горкома ВКП(б) в Сыктывкаре, с сентября 1939 по 1945 год председатель Совета народных комиссаров Коми АССР. В 1945—1947 годах был слушателем Высшей школы партийных организаторов при ЦК ВКП(б), в 1947—1950 годах — председатель Совета министров Коми АССР, в 1951—1953 годах заместитель начальника треста «Войвожнефть» Ухтинского комбината по политической части, в 1953—1957 годах министр коммунального хозяйства Коми АССР. В 1939—1950 годах избирался членом бюро обкома ВКП(б), в 1938—1951 и 1955 годах — депутатом Верховного совета Коми АССР. В ноябре 1950 года получил по постановлению бюро Коми обкома выговор и был исключён из его состава. В 1957 году вышел на пенсию по нетрудоспособности.
В 1943 году был награждён орденом Трудового Красного Знамени, в 1945 году — орденом Отечественной войны 2-й степени, медалью «За доблестный труд в Великой Отечественной войне 1941—1945».